# Катандзаро, Кейси
Кейси Эстер Катандза́ро (англ. Kacy Esther Catanzaro, род. 14 января 1990, Глен-Ридж, Нью-Джерси) — американская женщина-рестлер, гимнастка и телевизионная знаменитость. В настоящее время она выступает в WWE на бренде Raw под именем Ката́на Ченс (англ. Katana Chance). Она является бывшим командным чемпионом NXT среди женщин вместе с Кайден Картер.
Она участвовала в телевизионном спортивном шоу American Ninja Warrior и стала первой женщиной, прошедшей отборочный этап и первой женщиной, прошедшей финальный этап. После подписания контракта с WWE она участвовала в турнире Mae Young Classic 2018 года и в матче «Королевская битва» 2019 года.

## Ранняя жизнь
Родилась в Глен-Ридж, Нью-Джерси, выросла в близлежащем Бельвиле, где посещала среднюю школу. Она итальянского происхождения. Её рост составляет 152 см, а вес — 45 кг. Она начала заниматься гимнастикой в возрасте 5 лет. Она училась в Университете Таусона в Таусоне, Мэриленд, с 2009 по 2012 год, изучая воспитание детей младшего возраста в рамках спортивной стипендии.

## Карьера в гимнастике
Катандзаро выступала по гимнастике за Таусон в Дивизионе I Национальной ассоциации студенческого спорта. Она дебютировала в сезоне 2009 года. Катандзаро помогла команде по гимнастике выиграть чемпионат Восточной атлетической конференции колледжей в 2009 и 2010 годах. В выпускном классе она была названа гимнасткой года Юго-Восточного региона в 2012 году. Она также была названа гимнасткой года Восточной атлетической конференции 2012 года и заняла первое место в конференции в том году.

## Титулы и достижения
- Pro Wrestling Illustrated
  - № 63 в топ 100 женщин-рестлеров в рейтинге PWI Women’s 100 в 2019[9]
- WWE
  - Командный чемпион NXT среди женщин (1 раз) — с Кайден Картер[10]
  - Командный чемпион WWE среди женщин (1 раз) — с Кайден Картер[10]